# Franklin PS-2
El Franklin PS-2 fue un planeador estadounidense monoplaza de ala alta arriostrada mediante soportes, que fue diseñado por R. E. Franklin y producido por la Franklin Glider Corporation, a principios de 1930.

## Diseño y desarrollo
El prototipo del PS-2 fue el Texaco Eaglet de 15 m de envergadura, volado en 1930. El PS-2 de producción tenía unas alas más cortas de 11 m.
El PS-2 estaba construido con un fuselaje de tubos de acero y ala de madera, todo recubierto de tela de aviación encerada. Las alas carecían de deflectores o de otros dispositivos de control de planeo y estaban arriostradas por dos soportes dobles paralelos. El tren de aterrizaje tenía una rueda fija y un patín.

## Historia operacional

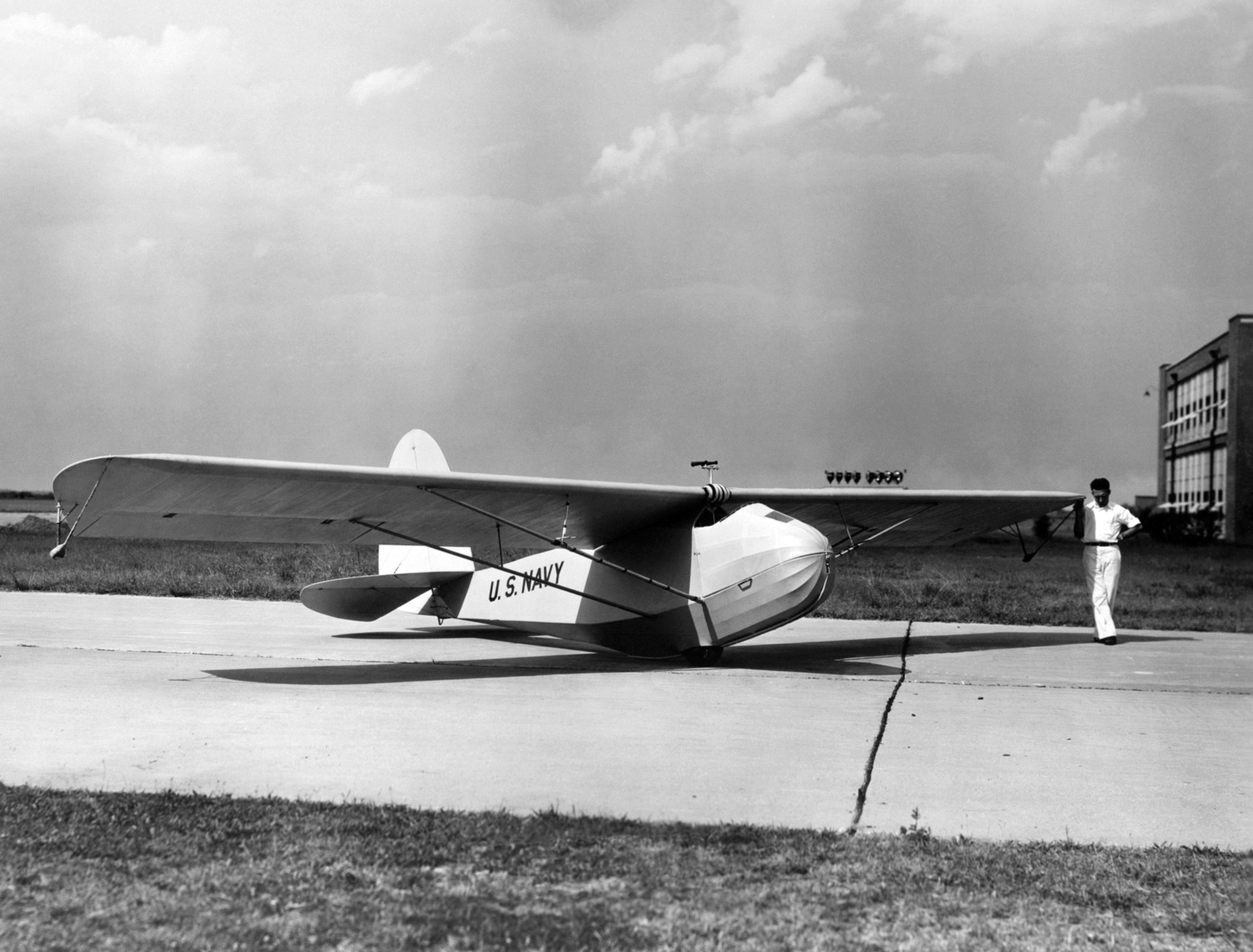
Franklin XPS-2.

El prototipo Eaglet realizó una serie de largos remolcajes, incluyendo uno volado por Frank Hawks desde California hasta Elmira, Nueva York, en 1930, y actualmente se encuentra en el Museo Nacional del Aire y el Espacio de Estados Unidos.
En 1934, el PS-2 fue el planeador elegido para el experimento Lustig Skytrain. El concepto era remolcar tres planeadores en tándem, despegando de Nueva York y soltando uno respectivamente en Filadelfia, Baltimore y Washington D. C. Los planeadores fueron pilotados por Jack O'Meara, R.E. Franklin (diseñador del PS-2), y Stan Smith. El Skytrain estaba pensado para ser una prueba de concepto de un futuro servicio de línea, pero no se llevó a cabo. 
El PS-2 también se usó en 1934 en un experimento de entrenamiento de vuelo básico de la Armada de los Estados Unidos en Pensacola, Florida, diseñado por Ralph Barnaby.
El PS-2 también fue volado por muchos de los primeros pilotos de planeadores, incluyendo a Richard Chichester du Pont, Warren Eaton, Floyd Sweet y Stan Smith.
En 1983 todavía volaban dos ejemplares y uno estaba en restauración por el hijo del diseñador, Chuck Franklin. La Administración Federal de Aviación tenía siete PS-2 registrados en marzo de 2011, incluyendo el Franklin-Stevens PS-2.

## Variantes
Texaco Eaglet
Prototipo con alas de 15 m de envegadura.
PS-2
Modelo de producción con envergadura de 11 m.
Franklin-Stevens PS-2
Modelo modificado.
TG-15
Designación de las Fuerzas Aéreas del Ejército de los Estados Unidos dada a ocho PS-2 requisados como planeadores de entrenamiento en 1942.
TG-17
Designación de las Fuerzas Aéreas del Ejército de los Estados Unidos dada a un PS-2 requisado como planeador de entrenamiento en 1942 (número de serie 42-57193).

## Operadores
Estados Unidos
- Fuerzas Aéreas del Ejército de los Estados Unidos

## Supervivientes
- Museo Nacional del Aire y el Espacio de Estados Unidos.[1][2]
- Museo Nacional de Aviación Naval.[1]
- Museo Nacional del Vuelo sin Motor: cuatro ejemplares, más un Franklin-Stevens PS-2.[5]
- US Southwest Soaring Museum.[7]
- Yankee Air Museum, en Belleville, Míchigan.

## Especificaciones (PS-2)
Referencia datos: Sailplane Directory and Soaring

### Características generales
- Tripulación: Uno (piloto)
- Envergadura: 11 m (36 ft)
- Superficie alar: 17 m² (183 ft²)
- Peso vacío: 100 kg (220,4 lb)
- Peso cargado: 181 kg (398,9 lb)
- Alargamiento: 7,2:1
- Máx. régimen de planeo: 15:1
- Régimen de descenso: 0,76 m/s (150 pies/min)

### Rendimiento
- Carga alar: 10,8 kg/m² (2,2 lb/ft²)

## Aeronaves relacionadas

### Secuencias de designación
- Secuencia TG-_ (Planeadores de Entrenamiento del USAAC/USAAF, 1941-1948): ← TG-12 - TG-13 - TG-14 - TG-15 - TG-16 - TG-17 - TG-18 - TG-19 - TG-20 →